# Gipsy.cz
Gipsy.cz — чеський реп-гурт напрямку хіп-хоп, заснований 2006 року. Назва в перекладі з англійської перекладається як «цигани» (.cz - інтернет-домен для Чехії), оскільки всі учасники групи (і колишні, і нинішні) - цигани за національністю.
Гурт відомий участю на фестивалі Гластонберри 2007 року, а також участю у півфіналі конкурсу Євробачення 2009, де посів останнє місце, не набравши жодного очка.

## Дискографія
- Romano HipHop (2006)
- Reprezent (2008)